# 洛曼 (紐約州)
洛曼（英語：Lowman）是位於美國紐約州希芒縣的非建制地區。

## 歷史
洛曼的郵局自1864年營運至今。

## 地理
洛曼所處的海拔為高於海平面256米（即840英呎），而該地所採用的時區為UTC-5，即北美东部时区（EST）。同時該地設有夏令時間，為UTC-5調快一小時，即UTC-4（EDT）。